# Ana Paula Oliveira
Ana Paula Oliveira (Hortolândia, 1978. május 26. –) brazil női nemzeti labdarúgó-játékvezető, partbíró, asszisztens. Teljes neve: Ana Paula da Silva Oliveira. Polgári foglalkozása hivatásos játékvezető, modell, újságíró.	

## Pályafutása

### Nemzeti játékvezetés
Édesapja amatőr játékvezető, akinek hatására 1996-ban Hortolândiában tett vizsgát. Vizsgáját követően a Hortolândiai Labdarúgó-szövetség által üzemeltetett labdarúgó bajnokságokban kezdte sportszolgálatát[forrás?]. Eleinte édesapjának segített partbíróként. A Brazil Labdarúgó-szövetség Játékvezető Bizottságának (JB) minősítésével 1998-tól a Federação Paulista de Futebol (FPF), majd 2001-től a Serie A játékvezetője (állami bajnokságok), asszisztense, 4. bírója. 2003. március 23-án a Série A történetében, az SC Corinthians Paulista–Guarani FC bajnoki mérkőzésen, első ízben női hármas tevékenykedett. Talán a legismertebb női játékvezető a világon, amit testi adottságainak köszönhet. A gyönyörű Oliveira asszisztensként több élvonalbeli meccsen is közreműködött, de igazán ismert akkor lett, amikor 2007-ben megmutatta bájait a Playboy című férfimagazinnak. A Brazil Labdarúgó-szövetség nem tűrte a „kitárulkozást”, és a Fegyelmi Bizottság határozatára egy évre törölte az élvonalbeli keretből. 2008-ban visszatért a futballhoz - igaz, csak alacsonyabb bajnoki osztályokban tevékenykedhet. Visszavonulását követően 2009-től jótékonysági mérkőzéseket vezet. Serie A mérkőzéseinek száma: 45.
Arnaldo Coelho nemzetközi játékvezető szerint, egy nőnek, jobb periférikus látása van, egy férfi pedig a nagy távolságok eseményeit képes eredményesebben észlelni. Állítását tudományos kísérletekkel szemészek bizonyították.

#### Nemzeti kupamérkőzések
Vezetett kupadöntők száma:  1

##### Brazil női labdarúgókupa
2006-ban a női kupadöntőt, a Flamand–Basque (2 – 0) mérkőzést vezette.

### Nemzetközi játékvezetés
A Brazil labdarúgó-szövetség JB terjesztette fel nemzetközi játékvezetőnek, a Nemzetközi Labdarúgó-szövetség (FIFA) 2003-tól tartotta nyilván női bírói keretében. A FIFA JB központi nyelvei közül a spanyolt beszéli. Több nemzetek közötti válogatott mérkőzést vezetett, vagy működő társának 4. bíróként segített. Több Copa Libertadores klubmérkőzésen asszisztensi és 4. bírói feladatot kapott. A nemzetközi játékvezetéstől 2007-ben búcsúzott.

#### Olimpiai játékok
A 2004. évi nyári olimpiai játékok női labdarúgó tornáján a FIFA JB Silvia de Oliveira partbírójaként alkalmazta.
| Időpont             | Helyszín                        | Mérkőzés típusa              | Mérkőzés               | Eredmény | Nézők száma |
| ------------------- | ------------------------------- | ---------------------------- | ---------------------- | -------- | ----------- |
| 2004. augusztus 16. | Panthessaliko Stadion, Vólosz   | csoportmérkőzés (A. csoport) | Svédország–Nigéria     | 2 – 1    | 25 597      |
| 2004. augusztus 19. | Kaftanzoglio Stadion, Szaloniki | egyik negyeddöntő            | Egyesült Államok–Japán | 2 – 1    | 1418        |

## Szakmai sikerek
2012-től a TV Alterosa Belo Horizonte (MG) sportprogram műsorvezetője.